# Vibe coding

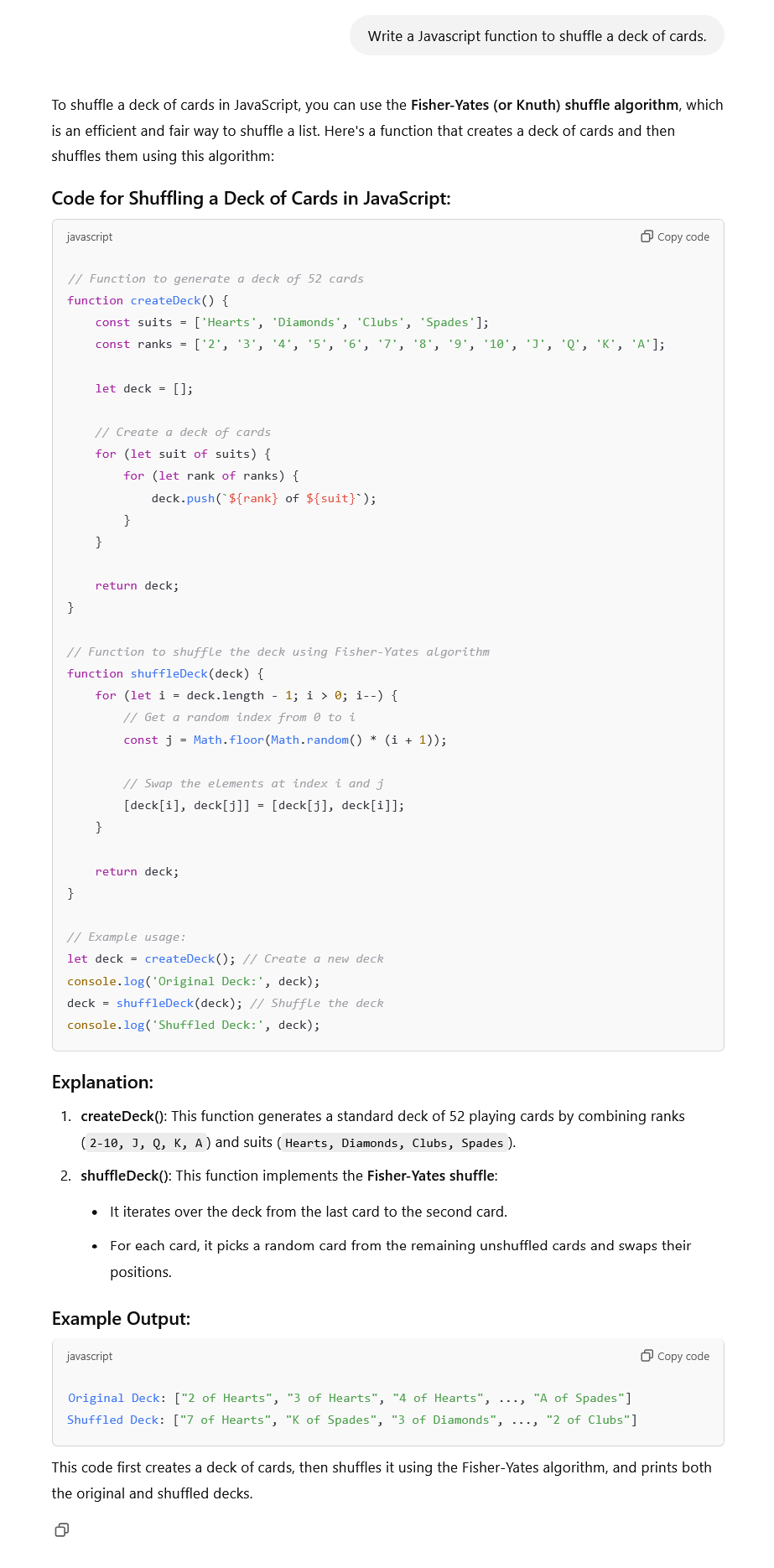
Esempio dove a ChatGPT viene chiesto di "scrivere una funzione Javascript per mescolare un mazzo di carte".

Il vibe coding è una tecnica di programmazione supportata dall'intelligenza artificiale in cui poche frasi formulate per descrivere un problema vengono usate come prompt per un agente conversazionale basato su un modello linguistico di grandi dimensioni (LLM) ottimizzato per la codifica. L'agente risponde generando software, tramutando in tal modo il compito del programmatore dalla codifica manuale a quello di guida, verifica e miglioramento di codice sorgente prodotto dall'agente artificiale. I suoi fautori sostengono che il vibe coding consenta anche a programmatori amatoriali di produrre software senza approfondita formazione e le competenze richieste nel contesto dell'ingegneria del software. Il termine è stato introdotto da Andrej Karpathy nel febbraio del 2025 ed è entrato nel dizionario Merriam-Webster nel mese successivo come sostantivo gergale di tendenza.